# 小松士郎
小松 士郎（こまつ しろう、1953年10月12日 - ）は、熊本県を拠点に活動するディスクジョッキー・ラジオパーソナリティである。熊本市出身、天秤座。血液型はA型。

## 略歴・人物
大学一年生のとき、なんとなく応募した熊本放送（RKK）関連会社のタレント（ナレーター）のアルバイトがきっかけで、アナウンスを教えてもらうようになる（この中には同じRKKラジオのパーソナリティである江越哲也も居た）。その後大阪のアナウンス学校を卒業、在阪のFM局を経て現在に至っている。かつては、テレビにも出演していた。
ラジオパーソナリティの他、地元企業CMのナレーションも務めている。

## 現在の出演番組
- 鶴屋サウンドグラフィティ（エフエム熊本） 月曜〜金曜 9:50-10:00　※開局以来の最長寿番組

## 過去の出演番組
- 小松士郎のラジオのたまご（2005年4月3日～2017年9月29日、RKKラジオ）
- 小松士郎の日刊・朝まる（2003年3月31日〜2005年4月1日、RKKラジオ）
- 小松士郎@のほほんラヂオ（RKKラジオ）